# جوديث الزين
جوديث الزين (بالفرنسية: Judith El Zein)‏ هي ممثلة فرنسية، ولدت في 1 نوفمبر 1976 بباريس في فرنسا.

## أعمال

### أفلام
- (2016) مرسيليا

## وصلات خارجية
- جوديث الزين على موقع IMDb (الإنجليزية)
- جوديث الزين على موقع قاعدة بيانات الأفلام العربية
- جوديث الزين على موقع ألو سيني (الفرنسية)
- جوديث الزين على موقع أول موفي (الإنجليزية)
- جوديث الزين على موقع قاعدة بيانات الأفلام السويدية (السويدية)
- جوديث الزين على موقع قاعدة بيانات الفيلم (الإنجليزية)
- جوديث الزين على موقع كينوبويسك (الروسية)